# Daniel Carbonell Sugranyes
Daniel Carbonell Sugranyes (Reus, 1975) és un músic català especialitzat en l'estudi de la música tradicional. Destaca per les seves aportacions a la cultura popular i la seva contribució a la pedagogia de la gralla.
Pel que fa a la seva formació, s'ha especialitzat com a instrumentista de vent en la disciplina de música clàssica. Ha estudiat oboè modern i barroc amb el professor Xavier Blanch i s'ha graduat a l'Escola Superior de Música de Catalunya (ESMUC) en l’especialitat d’oboès històrics amb Alfredo Bernardini i Paolo Grazzi i s'especialitza en la xeremia i els baixonets amb Josep Borràs.
Quant a la seva tasca com a docent i pedagog, és professor de gralla, dolçaina, xeremia i conjunts a l'ESMUC i el fundador de l'Aula de Sons Escola de Música Tradicional, espais a través dels quals ha participat en la consolidació de les bases tècniques i pedagògiques del món de la gralla actual. Per aquesta tasca ha rebut diversos reconeixements com el guardó Tro de festa de la Ciutat de Reus per les seves aportacions a la cultura popular o un homenatge durant 24è Dia del Graller per la seva contribució a la pedagogia de la gralla.
Com a graller Carbonell està vinculat des de sempre al grup els Ganxets i també ha col·laborat amb altres formacions com Bufalodre. El 2014, Daniel Carbonell i el lutier igualadí Ton Monné van presentar la gralla subbaixa, un nou model de gralla, al Centre Artesà Tradicionàrius. Actualment, Carbonell toca aquest instrument amb el quartet de gralles QuatreQuarts.